# ملتم هوکاوگلو
ملتم هوکاوگلو (به انگلیسی: Meltem Hocaoğlu؛ متولد ۱۵ ژانویه، ۱۹۹۲) یک کاراته‌کای زن ترک است که در کومیته ۶۸+ کیلوگرم رقابت می‌کند.

## دستاوردها
۲۰۱۲

- برنز مسابقات قهرمانی کاراته اروپا – ۱۳ می، تنریف، اسپانیا – کومیته ۶۸+ ک‌گ[۲]
- برنز مسابقات کاراته قهرمانی جهان – ۲۵ نوامبر، پاریس، فرانسه – کومیته تیمی[۳]

۲۰۱۳

- طلا بازی‌های مدیترانه ای – ۲۹ ژوئن، مرسین، ترکیه – کومیته ۶۸+ ک‌گ[۴]

۲۰۱۴

- برنز مسابقات کاراته قهرمانی جهان ۲۰۱۴ – ۲۹ ژوئن، برمن، آلمان – کومیته تیمی[۵]

۲۰۱۵

- نقره مسابقات قهرمانی کاراته اروپا – ۲۱ مارس، استانبول، ترکیه – کومیته ۶۸+ ک‌گ[۶]
- نقره بازی‌های اروپایی – ۱۴ ژوئن، باکو، جمهوری آذربایجان – کومیته ۶۸+ ک‌گ[۷]

۲۰۱۷

- نقره مسابقات قهرمانی کاراته اروپا – ۶ می، ازمیت، ترکیه – کومیته ۶۸+ ک‌گ[۸]